# Ibrahim Juma al-Fadhli
Ibrahim Juma al-Fadhli (arabisch ابراهيم جمعة الفضلي; * 19. Januar 1996) ist ein kuwaitischer Leichtathlet, der sich auf das Kugelstoßen spezialisiert hat.

## Sportliche Laufbahn
Erste internationale Erfahrungen sammelte Ibrahim Juma al-Fadhli im Jahr 2014, als er bei den Arabischen-Juniorenmeisterschaften in Kairo mit einer Weite von 15,55 m den vierten Platz belegte. 2019 gelangte er bei den Asienmeisterschaften in Doha mit 16,90 m auf Rang zehn und 2021 gewann er bei den Arabischen Meisterschaften in Radès mit 17,71 m die Bronzemedaille hinter dem Bahrainer Abdelrahman Mahmoud und Mohamed Magdi Hamza aus Ägypten. Im Jahr darauf belegte er bei den Islamic Solidarity Games in Konya mit 17,75 m den siebten Platz und 2023 wurde er bei den Hallenasienmeisterschaften in Astana mit 17,17 m Fünfter.
2022 wurde al-Fadhli kuwaitischer Meister im Kugelstoßen.

## Persönliche Bestzeiten
- Kugelstoßen: 18,10 m, 27. März 2021 in Kuwait
- Kugelstoßen (Halle): 17,17 m, 10. Februar 2023 in Astana